# Затишье (Московская область)
Зати́шье (до 1998 года — посёлок Совхо́за-1) — посёлок в Богородском городском округе Московской области России, входит в состав сельского поселения Буньковское.

## Население
| 2002 | 2006 | 2010 |
| ---- | ---- | ---- |
| 139  | ↗143 | ↘127 |

## География
Посёлок Затишье расположен на востоке Московской области, в восточной части Богородского городского округа, примерно в 46 км к востоку от Московской кольцевой автодороги и 8 км к востоку от центра города Ногинска, на правом берегу реки Клязьмы, в устье реки Солоноги, напротив устья реки Шерны.
В 1,5 км к северу от посёлка проходит Горьковское шоссе М7, в 11 км к югу — Носовихинское шоссе, в 8 км к западу — Московское малое кольцо А107, в 25 км к востоку — Московское большое кольцо А108. Ближайшие сельские населённые пункты — село Богослово и деревня Большое Буньково.
К посёлку приписано четыре садоводческих товарищества (СНТ).

## История
В советские годы населённый пункт именовался посёлком Совхоза-1. Решением Московской областной думы от 28 октября 1998 года № 6/32 был переименован в Затишье.
1994—2006 гг. — посёлок Буньковского сельского округа Ногинского района.
2006—2018 — посёлок сельского поселения Буньковское Ногинского муниципального района.
С 2018 года — посёлок сельского поселения Буньковское Богородского городского округа.